# JT (album)
JT è il nono album in studio di James Taylor, pubblicato nel giugno del 1977.

## Tracce
Brani composti da James Taylor, eccetto dove indicato
Lato A
1. Your Smiling Face – 2:55
2. There We Are – 2:58
3. Honey Don't Leave L.A. – 3:03 (Danny Kortchmar)
4. Another Grey Morning – 2:44
5. Bartender's Blues – 4:10
6. Secret O' Life – 3:32

Durata totale: 19:22
Lato B
1. Handy man – 3:15 (Otis Blackwell, Jimmy Jones)
2. I Was Only Telling a Lie – 3:24
3. Looking for Love on Broadway – 2:20
4. Terra Nova – 4:08 (James Taylor, Carly Simon)
5. Traffic Jam – 1:56
6. If I Keep My Heart Out of Sight – 2:56

Durata totale: 17:59

## Musicisti
Your Smiling Face
- James Taylor - chitarra acustica, voce, accompagnamento vocale
- Danny Kortchmar - chitarre
- Clarence McDonald - tastiere
- Leland Sklar - basso
- Russell Kunkel - batteria, percussioni
- David Campbell - arrangiamenti strumenti a corda, conduttore musicale

There We Are
- James Taylor - chitarra acustica, voce, accompagnamento vocale
- Danny Kortchmar - chitarre
- Clarence McDonald - tastiere
- Leland Sklar - basso
- Russ Kunkel - batteria, percussioni
- Dan Dugmore - chitarra steel
- David Campbell - viola

Honey Don't Leave L.A.
- James Taylor - chitarra acustica, voce, accompagnamento vocale
- Danny Kortchmar - chitarre
- Clarence McDonald - tastiere
- Leland Sklar - basso
- Russ Kunkel - batteria, percussioni
- David Sanborn - sassofono
- Peter Asher - cowbell

Another Grey Morning
- James Taylor - chitarra acustica, voce, accompagnamento vocale
- Danny Kortchmar - chitarre
- Clarence McDonald - tastiere
- Leland Sklar - basso
- Russ Kunkel - batteria, percussioni

Bartender's Blues
- James Taylor - chitarra acustica, voce, accompagnamento vocale
- Danny Kortchmar - chitarre
- Clarence McDonald - tastiere
- Leland Sklar - basso
- Russ Kunkel - batteria, percussioni
- Dan Dugmore - chitarra steel
- Linda Ronstadt - armonie vocali
- David Campbell - arrangiamenti strumenti a corda, conduttore musicale

Secret O' Life
- James Taylor - chitarra acustica, voce, accompagnamento vocale
- Danny Kortchmar - chitarre
- Clarence McDonald - tastiere
- Leland Sklar - basso
- Russ Kunkel - batteria, percussioni

Handy Man
- James Taylor - chitarra acustica, voce, accompagnamento vocale
- Danny Kortchmar - chitarre
- Clarence McDonald - tastiere
- Leland Sklar - basso
- Russ Kunkel - batteria, percussioni
- Peter Asher - cabasa, tamburello
- Leah Kunkel - accompagnamento vocale

I Was Only Telling a Lie
- James Taylor - chitarra acustica, voce, accompagnamento vocale
- Danny Kortchmar - chitarre
- Clarence McDonald - tastiere
- Leland Sklar - basso
- Russ Kunkel - batteria, percussioni

Looking for Love on Broadway
- James Taylor - chitarra acustica, voce, accompagnamento vocale
- Danny Kortchmar - chitarre
- Clarence McDonald - tastiere
- Leland Sklar - basso
- Russ Kunkel - castanets, woodblock
- Peter Asher - castanets, woodblock

Terra Nova
- James Taylor - chitarra acustica, voce, accompagnamento vocale
- Danny Kortchmar - chitarre
- Clarence McDonald - tastiere
- Leland Sklar - basso
- Russ Kunkel - tambourine, battito delle mani (hand claps)
- Peter Asher - tambourine, battito delle mani (hand claps)
- Red Callender - tuba
- Carly Simon - accompagnamento vocale

Traffic Jam
- James Taylor - chitarra acustica, voce, accompagnamento vocale
- Danny Kortchmar - chitarre
- Clarence McDonald - tastiere
- Leland Sklar - basso
- Russ Kunkel - batteria, percussioni

If I Keep My Heart Out of Sight
- James Taylor - chitarra acustica, voce, accompagnamento vocale
- Danny Kortchmar - chitarre
- Clarence McDonald - tastiere
- Leland Sklar - basso
- Russ Kunkel - batteria, percussioni[1]